# Anton Ažbe
Anton Ažbe   (Carniola, 30 de maig de 1862 - Múnic, 6 d'agost de 1905) va ser un pintor realista eslovè i professor de pintura. Ažbe, paralitzat des del naixement i orfe als vuit anys, va aprendre pintura com a aprenent de Janez Wolf i a les Acadèmies de Viena i Munic. Als 30 anys, Ažbe va fundar la seva pròpia escola de pintura a Munic que es va convertir en una atracció popular per als estudiants d'Europa de l'Est. Ažbe va formar els quatre grans impressionistes eslovens (Rihard Jakopič, Ivan Grohar, Matej Sternen, Matija Jama), tota una generació de pintors russos (Ivan Bilibin, Mstislav Dobuzhinsky, Igor Grabar, Wassily Kandinsky, Dmitry Kardovsky i Kuzma Petrov-Vodkin, per citar-ne alguns) i els pintors serbis Nadežda Petrović, Beta Vukanović, Ljubomir Ivanović, Borivoje Stevanović, Kosta Miličević i Milan Milovanović.

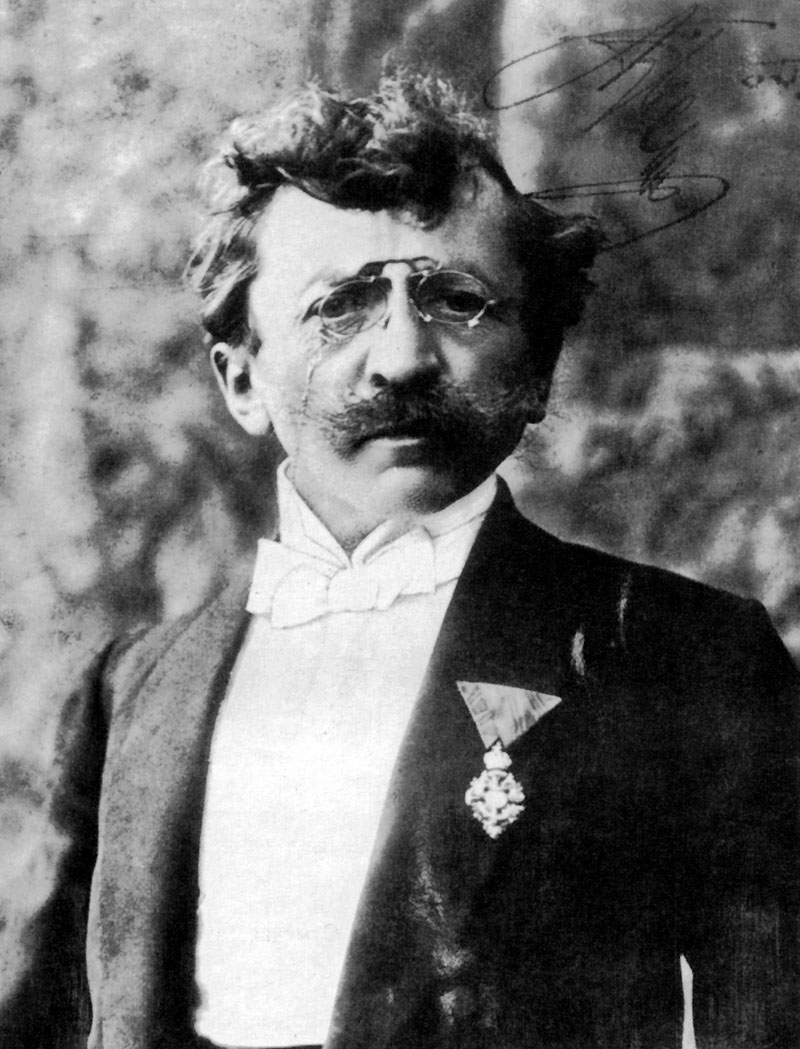
Anton Ažbe, fotografia de 1904

Els mètodes d'entrenament d'Ažbe van ser adoptats per Beta i Rista Vukanović quan es van fer càrrec de l'atelier i l'escola de Kiril Kutlik i per artistes russos tant a casa (Grabar, Kardovsky) com a l'emigració (Bilibin, Dobuzhinsky).
El llegat artístic indiscutible del propi Ažbe es limita a vint-i-sis obres gràfiques, inclosos els estudis presencials, la majoria d'ells a la Galeria Nacional d'Eslovènia. Les seves obres mestres planejades des de fa temps no es van materialitzar mai i, segons Peter Selz, »mai va arribar a ser un artist». La seva enigmàtica personalitat barrejava l'alcoholisme, el tabaquisme en cadena, la solitud amarga, la vida senzilla minimalista en privat i el comportament excèntric en públic. Un espantaocells públic i una socialite bohèmia, Ažbe va protegir els seus secrets personals fins al final, un misteri fins i tot per als seus estudiants i companys professors. El públic va transformar les circumstàncies de la seva prematura mort per càncer en una llegenda urbana.

## Biografia

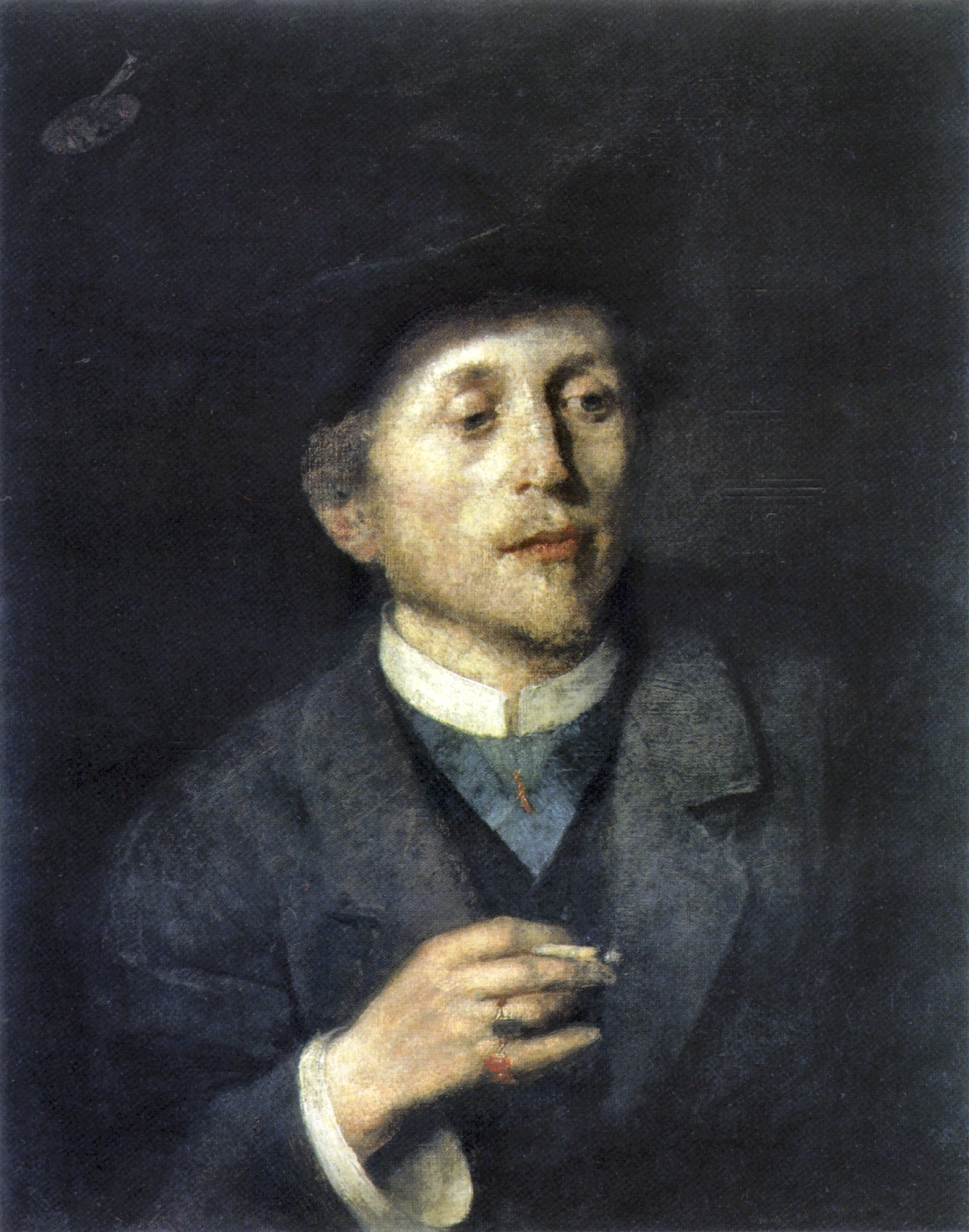
Autoretrat, c. 1886

Els bessons Alois i Anton Ažbe van néixer en una família de camperols al poble carniolà de Dolenčice, prop de Škofja Loka, a l'Imperi Austríac (ara a Eslovènia). El seu pare va morir de tuberculosi familiar als quaranta anys quan els nens tenien set anys. La seva mare va patir una gran angoixa mental (hi ha proves poc fiables que després es va suïcidar) i els nois van ser acollits. En aquest moment, era evident que, mentre que l'Alois es desenvolupava amb normalitat, Anton patia greus problemes de salut congènita: es va retardar en el creixement físic, les cames estaven febles i la columna vertebral deformada. El seu tutor legal va raonar que Anton no era apte per a les tasques agrícoles; després d'acabar l'escola elemental, va enviar Anton a estudiar comerç a Klagenfurt.
Després de cinc anys de viure i treballar en una botiga de queviures, Ažbe va fugir de Klagenfurt a Ljubljana. En algun moment a finals de la dècada de 1870, va conèixer a Janez Wolf, un pintor eslovè associat al moviment natzarè que s'encarregava de nombrosos encàrrecs de murals d'església. Poc se sap de l'experiència d'Ažbe amb Wolf, a part dels fets que el 1880, Ažbe va ajudar a Wolf amb els frescos de l'església de Zagorje ob Savi i, el 1882, amb la façana de l’església franciscana de l'Anunciació de Ljubljana.
El mateix any, Wolf va ajudar Ažbe amb l'admissió a l'Acadèmia de Belles Arts de Viena, on Anton va estudiar durant dos anys. Estava insatisfet amb l'entrenament vienès antic i poc inspirador i amb prou feines aprovava. El 1884, es va traslladar a l'Acadèmia de Belles Arts de Munic, llavors una escola liberal i moderna en contraposició a la conservadora Acadèmia de Viena. Allà, va causar una gran impressió als seus professors, Gabriel Hackl i Ludwig von Löfftz, i va guanyar una beca gratuïta. Per guanyar-se la vida, Ažbe es va unir amb Ferdo Vesel, venent obres d'aula i escenes de kitsch habituals a distribuïdors majoristes. La meitat del llegat supervivent d'Ažbe es remunta als anys de l'Acadèmia de Munic; al final d'aquest període, va ser reconegut com a retratista professional i s'exposava regularment al Glaspalast.
Wolf va morir en una amarga pobresa el 1884; més tard, Ažbe va parlar amb freqüència que poc abans de la mort (representada per Ažbe amb un detall esgarrifós), Wolf li va dictar la seva última voluntat: que ell, Ažbe, havia de formar un successor de l'art de Wolf, un eslovè ètnic que superés els seus majors i colpejaria el món amb el seu geni. La formació gratuïta no hauria de durar menys de vuit anys. Amb aquest propòsit, va dir Ažbe, Wolf va confiar a Ažbe el secret del seu art. No és clar quant del mite del llop és real; el gran pintor esloven no va sorgir, i Ažbe es va queixar que tots els estudiants eslovens, a part del fidel Matej Sternen, abandonaven l'escola massa aviat, preferint la llibertat absoluta als beneficis de la formació professional.
El 1892, Vesel i Rihard Jakopič van oferir a Ažbe la feina informal d'examinar i corregir les pintures dels estudiants. Els set clients van llogar una sala d'estudi i van pagar a Ažbe per arreglar els deures. Dos mesos més tard, una afluència de nous clients va permetre a Ažbe llogar el seu propi local, iniciant així l'escola Ažbe. Després d'una breu estada a Türkenstrasse, l'escola es va traslladar a la seva base permanent al número 16, Georgenstrasse a Schwabing (l'edifici va ser destruït per un atac aeri aliat el juliol de 1944). Més tard, Ažbe va llogar un altre edifici per a les classes de l'escola i es va traslladar al seu taller privat (també a Georgenstrasse).
A l'escola no li faltaven mai els alumnes, amb un complement normal que arriba als 80. El nombre total d'antics alumnes d'Ažbe és d'uns 150. Alguns, sobretot Alexej von Jawlensky, Matej Sternen i Marianne von Werefkin, van assistir a l'escola durant gairebé una dècada. Ažbe va continuar sent l'únic instructor, excepte durant un breu període entre 1899 i 1900, quan va contractar a Igor Grabar com a ajudant. Competidors de llarga trajectòria, l'Acadèmia de Munic i l'Acadèmia Imperial de les Arts de Sant Petersburg, van reconèixer l'escola Ažbe i la van recomanar com a curs preparatori, o de refresc.
El 1904, Ažbe, un fumador de tota la vida, va desenvolupar un càncer de gola i, a la primavera de 1905, gairebé no podia empassar menjar. Matej Sternen va assenyalar que la sensació de prop de la mort era evident per a tots els testimonis. Ažbe va acceptar una cirurgia que va passar sense complicacions immediates, però el 5 o 6 d'agost de 1905, Ažbe va morir.
El públic havia transformat un esdeveniment trist però ordinari i esperat en una llegenda urbana melodramàtica. Leonhard Frank, que va estudiar amb Ažbe el 1904, va reproduir la llegenda a Links, wo das Herz ist (1952): «Ningú no va veure mai els seus quadres. Ningú sabia si havia pintat mai. Ningú coneixia el seu passat. Un fred. Nit de desembre, embriagat de conyac, es va adormir a la neu. El van trobar mort al matí. Ningú sabia d'on havia sortit». Una història similar va ser explicada per Mikhail Shemyakin.
L'escola d'Anton Ažbe va sobreviure al seu fundador i va existir fins a l'inici de la Primera Guerra Mundial.

## Personalitat

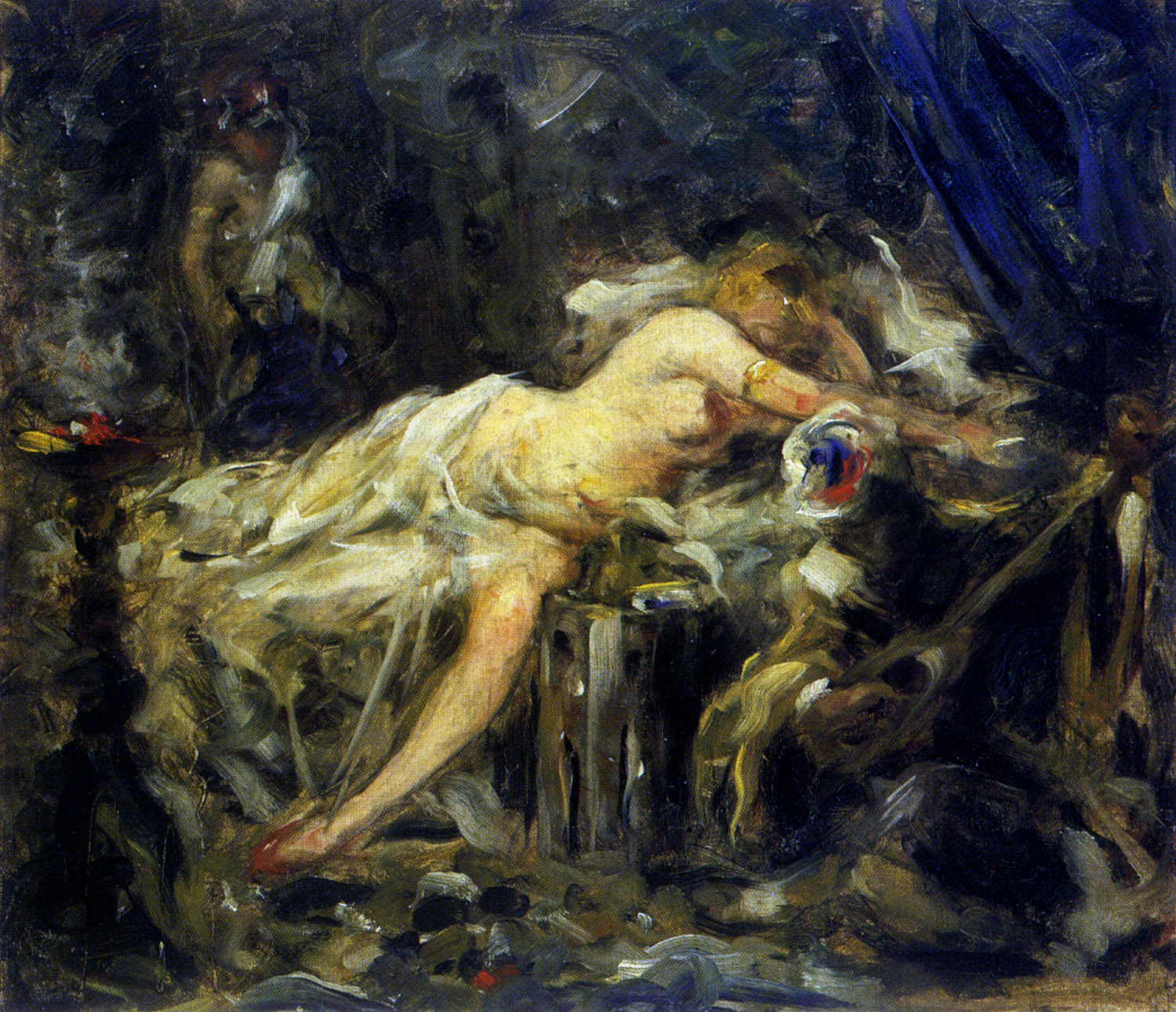
L'Harem, l'última obra coneguda d'Ažbe. El seu opus magnum Odalisque s'ha perdut (la seva existència n'acredita una única fotografia feta l'any 1902).

La comprensió moderna de la personalitat d'Ažbe es basa en la interpretació de les declaracions esbiaixades i contradictòries fetes pels seus antics alumnes. Ažbe mai va escriure per al públic i mai va intentar formular els seus propis mètodes d'ensenyament en paper. Les seves cartes a Alois van ser destruïdes segons la voluntat de la família; la resta del seu arxiu contenia només papers comercials. L'única prova de la pròpia escriptura d'Ažbe es limita a tres postals i una carta a Sternen.
No se sap si Ažbe va tenir alguna vegada una vida personal; ell mateix va esmentar que estava promès dues vegades, i ambdós intents de matrimoni van fracassar. Hi havia algun vincle entre ell i Kathi Kobus, propietària del pub Simpli, però tots dos es van portar el secret d'aquesta relació a la seva tomba. Segons Sternen, va ser consumit per una misteriosa divisió de personalitat que el va portar a beure excessivament i a una aparença descuidada. De la mateixa manera, Kandinsky va escriure que la vida aparentment insignificant d'Ažbe era en si mateixa un misteri.
Físicament, Ažbe no era un nan, sinó que encara era un home d'una estatura molt baixa i irregular. Niko Zupanič el va descriure amb unes cames inusualment curtes i febles, amb una columna vertebral torçada. El seu cap combinava un crani gran amb una cara desproporcionadament estreta. L'Igor Grabar va observar que el seu front ample estava cobert d'una xarxa de venes palpitants vermelles; la resta de la cara era uniformement vermella, com si tingués febre; als 33 anys Ažbe semblava tenir almenys quaranta anys. Va arreglar el seu llarg bigoti castanyer a l'estil de Guillem II. Sempre anava de negre, i de la millor marca; a l'hivern, la seva vestimenta estava completa amb un alt barret de karakul oriental.
El mestre d'escola de forma estranya i cara (si no de mal gust) que caminava lentament amb un bastó i sempre fumava, es va convertir en l'objectiu dels tabloides i els dibuixants. Els nois es burlaven d'ell als carrers, cridant Atzpe! Atzpe! (pronunciant incorrectament l'eslovè Ažbe en alemany). El propi alemany d'Ažbe tampoc era perfecte; ell, particularment, va abusar de la paraula nähmlich ('és a dir', 'és a dir...') i va ser anomenat professor Nähmlic. Normalment parlava alemany a Munic, però utilitzava l'eslovè en una companyia eslava.
Ažbe mai va tenir una casa adequada, dormint en un sofà desordenat en un taller ple de quadres dels seus alumnes. Sempre va pintar al seu estudi i mai es va aventurar a la pintura a l'aire lliure. Ažbe va parlar sovint de les seves futures obres mestres previstes, cap de les quals va passar de l'etapa d'esbós. Va sortir de Munic només una vegada, visitant Venècia el 1897; en cas contrari, la seva vida girava entre l'escola i els pubs locals. Els seus propietaris permetien regularment que un Ažbe borratxo dormia a les seves instal·lacions. Amb l'edat es va tornar cada cop més sedentari i va substituir les seves sortides diàries per un recorregut circular en tramvia.
Ažbe va mantenir llaços amb el germà Alois, però finalment va trencar tots els contactes després que la savia dona d'Alois va recriminar a Anton que malgastés massa llumins encenent els seus cigars. La frugalitat de la mestressa de casa era completament aliena a Ažbe, que mai no va dubtar a oferir classes gratuïtes als estudiants que ho necessitaven i prestar-los diners en efectiu. Un obituari assenyalava que «era un home d'una modèstia gairebé proverbial... una de les personalitats més originals i conegudes de Munic».

## Ažbe com a creador

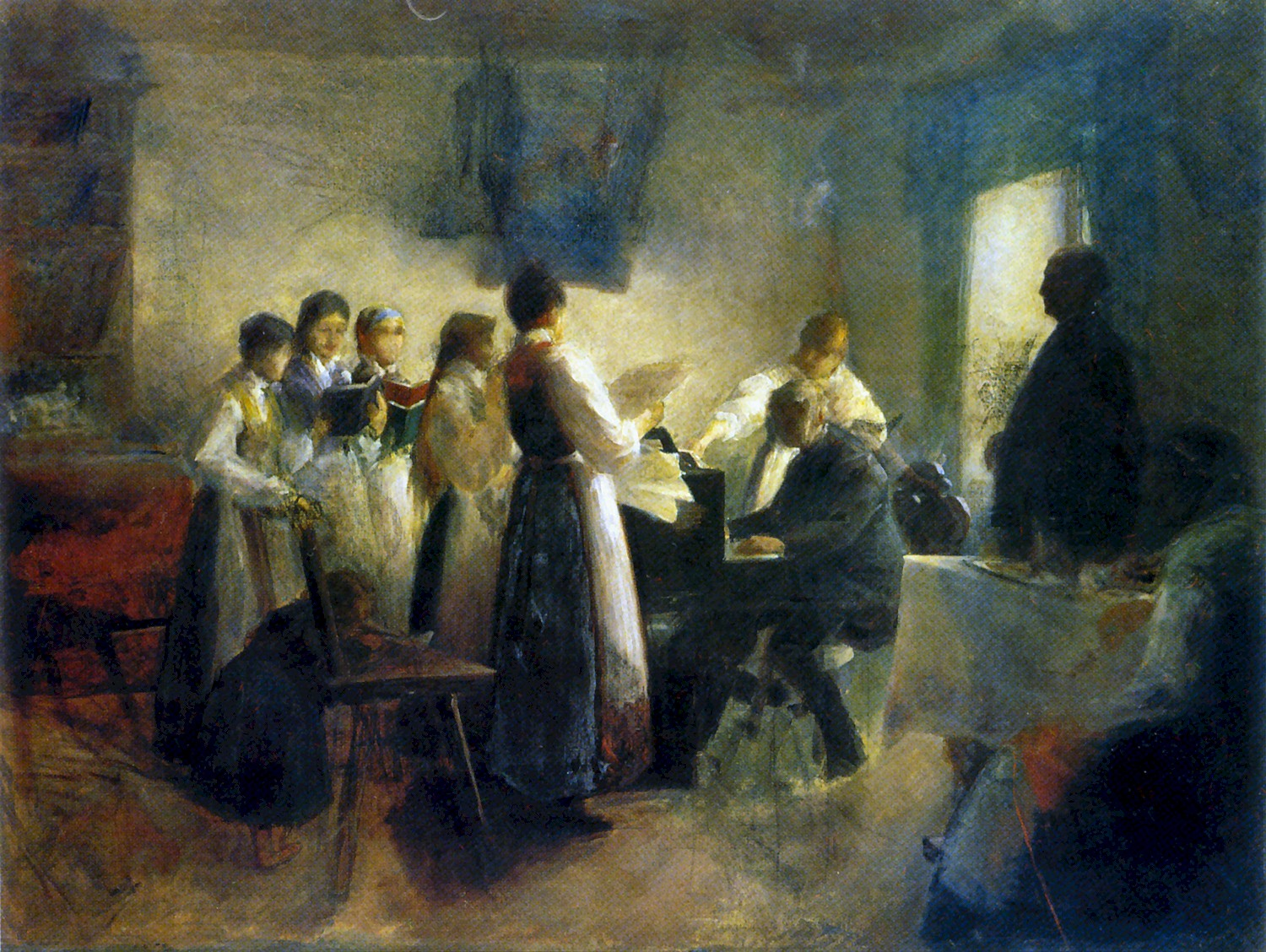
El cor del poble, cap al 1900

La manca d'evidències contundents va provocar conflictes entre historiadors i crítics, agreujats encara més per la política de l'antiga Iugoslàvia i els seus estats successors. Baranovsky i Khlebnikova van assenyalar que a finals del segle xx, Ažbe el creador s'ha convertit en un mite, igual que Ažbe la persona es va convertir en una llegenda després de la seva mort.
Frantz Stele (1962) i Peg Weiss (1979) han estudiat àmpliament les relacions d'Ažbe amb l'art d'avantguarda emergent i l'impressionisme madur, i han considerat Ažbe com un precursor de l'art modernista, un vincle entre Cézanne i Kandinsky. Tots dos estudis, en particular el de Weiss, van ser rebutjats per Tomaž Brejc, que va raonar que qualsevol paral·lelisme entre Ažbe i Cézanne és discutible perquè Ažbe mai va dominar la tècnica de Cézanne i no hi ha proves que ho intentés mai.

## Ažbe com a professor

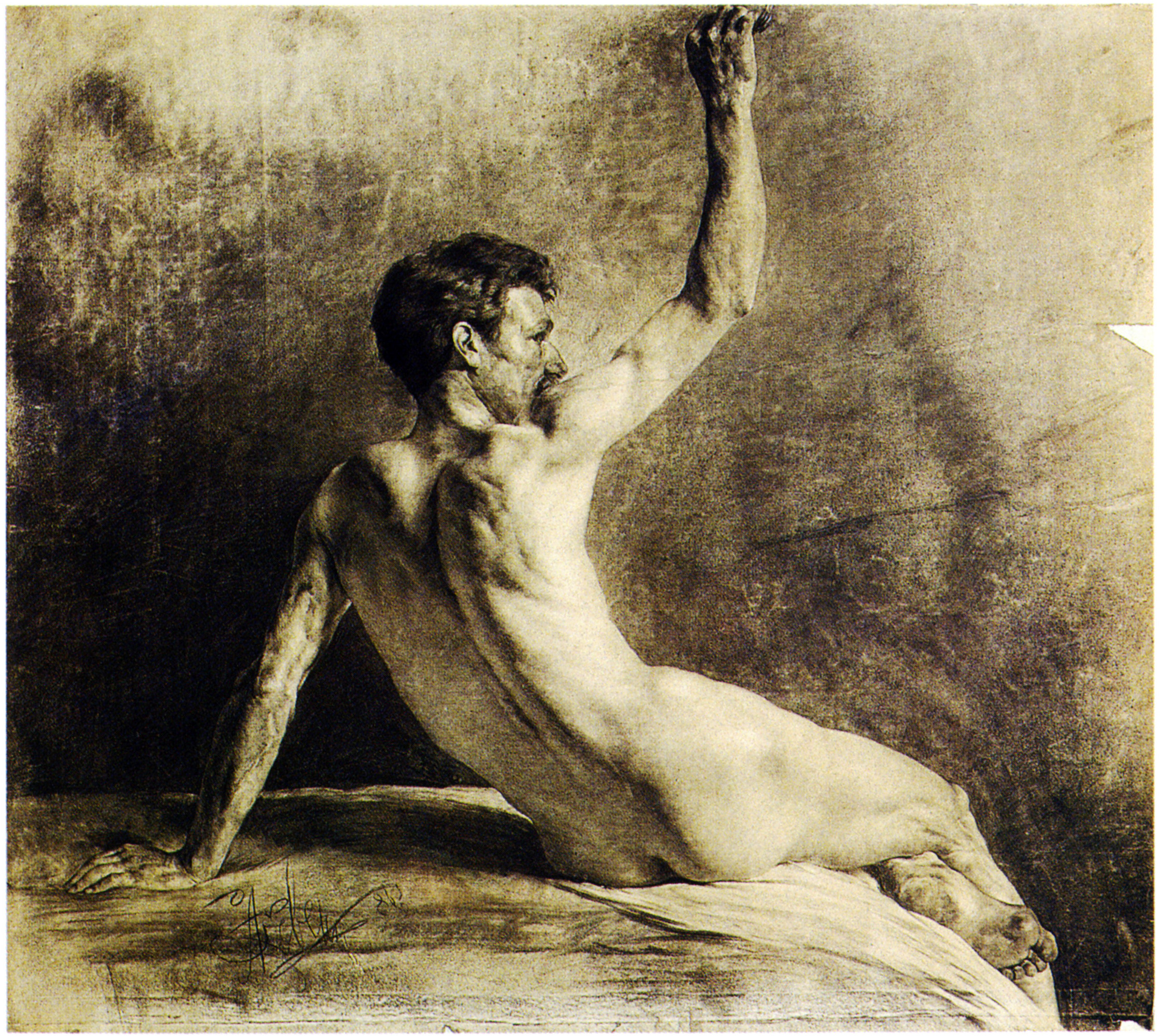
Ažbe, ell mateix un mestre de l'anatomia humana (un estudi de classe de 1886 a la foto), va imposar estudis de dibuix de figures que van ser amargament resentits per Wassily Kandinsky.

Els partidaris (Igor Grabar) i els oponents (Mstislav Dobuzhinsky) del sistema d'entrenament Ažbe coincideixen que es basava, almenys a les classes d'iniciació, en dues idees primordials: la línia principal i el principi de la pilota (alemany: Kugelprinzip). Ažbe va desanimar els principiants a centrar-se en detalls menors, en lloc d'obligar-los a construir la imatge al voltant d'una Línia principal atrevida. Va obligar a dibuixar al carbó negre que va permetre correccions ràpides i radicals del treball dels estudiants. Dobuzhinsky va admetre que aquestes intrusions en els seus primers treballs van ser una revelació, una excel·lent eina contra la còpia dilettant, miopa de la realitat... encara que per a molts estudiants va significar el seu final com a pintors: aclaparats per la Línia principal, no es van atrevir a trepitjar-lo i reforçar-ho amb detalls rellevants.
El principi de la pilota, en la seva aplicació més pràctica, el retrat, estipulava que un cap humà és simplement una esfera; reproduir la il·luminació d'un cap humà segueix les mateixes regles que reproduir una bola de guix. Les característiques facials d'aquest sistema són només sortints i cavitats de la superfície de la pilota. Una vegada que l'estudiant va dominar aquests conceptes bàsics, Ažbe el va conduir amb cura a una interpretació diferent, la d'un cap com un poliedre compost de superfícies planes i crestes afilades, en opinió de Dobuzhinsky, un precursor del cubisme.
Ažbe, ell mateix un mestre de l'anatomia humana, va imposar una formació rigorosa en aquesta matèria, des del dibuix de figures nues fins a assistir a les autòpsies. Igor Grabar, que va aprovar aquest plantejament, va recordar que en el procés va memoritzar tots els músculs i ossos humans de memòria fins al punt que els va reproduir fàcilment en guix amb els ulls tancats. Vassily Kandinsky, per contra, temia les sessions de dibuix de figures: «Vaig trobar ràpidament una limitació de la meva llibertat que em va convertir en un esclau, fins i tot només temporalment amb una nova disfressa: estudiant amb un model. Dos o tres models 'seien els caps' o 'posat nu'. Estudiants d'ambdós sexes i de diferents països s'amuntegaven al voltant d'aquests fenòmens naturals pudents, apàtics, inexpressius i sense caràcter que cobraven de cinquanta a setanta pfennigs per hora... la gent que no els interessava... no van passar ni un segon a pensar en l'art».
Kandinsky, en els seus anys de maduresa, es va mantenir al marge del retrat o de les figures nues, i els seus pocs exemples rars eren sense trets, ingràvids i transparents, un simple xifrat sense substància, el contrari de les intencions d'Ažbe. No obstant això, Kandinsky també va apreciar l'opinió d'Ažbe que cap teoria i cap conjunt de regles hauria de sotmetre la voluntat de l'artista, i va citar Ažbe: «Has de conèixer la teva pròpia anatomia però davant d'un cavallet l'has d'oblidar».
La pintura en color era un objectiu llunyà que requeria un domini previ de la línia, la forma i l'anatomia. Tots els recordistes van notar l'aversió d'Ažbe a barrejar pintures en una paleta; en canvi, va recomanar pintar amb pintures crues i pinzells amples. Un pinzell ample cobert amb capes de diferents pintures podria, segons Ažbe, pintar un front humà d'un sol cop potent, una habilitat que requeria anys d'entrenament rigorós, de vegades esgotador. Ažbe va comparar sovint una pintura a l'oli adequada amb un diamant: les pintures crues han de conservar la seva independència, com les facetes d'una joia. El mateix Ažbe va adoptar aquest estil, més tard anomenat cristal·lització del color, només a mitjans de la dècada de 1890. Mentre que Igor Grabar va elogiar aquest estil i l'elevava a un nivell de tot un sistema que es desenvolupava paral·lelament a l'impressionisme, Dobuzhinsky (que mai va dominar el cop de força) el va anomenar un truc de mag enginyós... pintura colorida però greixosa sense la seva essència, el "to".

## Exalumnes destacats
Per ordre cronològic, per any d'admissió:
- Rihard Jakopič (1892–?)
- Ludvík Kuba (1895–1904)
- Ivan Grohar (1896–?)
- Igor Grabar (1896–1901)
- Alexej von Jawlensky (1896–1905)
- Dmitry Kardovsky (1896–1900)
- Marianne von Werefkin (1896–1905)
- Matija Jama (1897–)
- Vassily Kandinsky (1897–1899)
- Yelena Makovskaya (1897–1899)
- Pavel Shmarov (1897–1898)
- Matej Sternen (1897–1905)
- Nadežda Petrović (1898–1901)
- Beta Vukanović
- Ljubomir Ivanović
- Borivoje Stevanović
- Kosta Miličević
- Milan Milovanović
- Ivan Bilibin (1899)
- Olga Della-Vos-Kardovskaya (1899–1900)
- Mikhail Shemyakin (1900–1902)
- Mstislav Dobuzhinsky (1899–1901)
- Oleksandr Murashko (1901)
- Kuzma Petrov-Vodkin (1901)
- David Burliuk i Vladimir Burliuk (1903)
- Karl Friedrich Lippmann (1903-1906)
- Eugeniusz Żak (1903–1904)
- Hakob Kojoyan (1903–1905)
- Leonhard Frank (1904)
- Oskar Herman (1904)
- Josip Račić (1904)
- Konstantin Dydyshko (1905)
- Abraham Manevich (1905)

Després de la mort d'Anton Ažbe, l'escola va formar un grup de pintors estonians: Johannes Greenberg, Anton Starkopf i Ado Vabbe.